# Communauté de communes des Hautes Baronnies
Die Communauté de communes des Hautes Baronnies ist ein ehemaliger französischer Gemeindeverband mit Rechtsform einer Communauté de communes an der Südspitze des Départements Drôme, dessen Verwaltungssitz sich in dem Ort Séderon befand. Sein Name bezog sich auf die Landschaft Baronnies, deren Höhenlagen er umfasste. Der am 23. Dezember 1999 gegründete Gemeindeverband bestand aus 12 Gemeinden auf einer Fläche von 246,0 km2.

## Aufgaben
Zu den vorgeschriebenen Kompetenzen gehörten die Entwicklung und Förderung wirtschaftlicher Aktivitäten und des Tourismus sowie die Raumplanung auf Basis eines Schéma de Cohérence Territoriale. Der Gemeindeverband bestimmte die Wohnungsbaupolitik und betrieb die Straßenmeisterei, die Müllabfuhr und -entsorgung.

## Historische Entwicklung
Der Gemeindeverband fusionierte mit Wirkung vom 1. Januar 2017 mit 
- Communauté de communes du Pays de Rémuzat,
- Communauté de communes du Val d’Eygues und
- Communauté de communes du Pays du Buis-les-Baronnies

und bildete so die Nachfolgeorganisation Communauté de communes des Baronnies en Drôme Provençale.

## Ehemalige Mitgliedsgemeinden
Folgende 12 Gemeinden gehörten der Communauté de communes des Hautes Baronnies an:
| Gemeinde                | Einwohner 1. Januar 2022 | Fläche km² | Dichte Einw./km² | Code INSEE | Postleitzahl |
| ----------------------- | ------------------------ | ---------- | ---------------- | ---------- | ------------ |
| Aulan                   | 8                        | 10,6       | 1                | 26018      | 26570        |
| Ballons                 | 89                       | 17,2       | 5                | 26022      | 26560        |
| Barret-de-Lioure        | 67                       | 34,6       | 2                | 26026      | 26570        |
| Eygalayes               | 90                       | 18,0       | 5                | 26126      | 26560        |
| Izon-la-Bruisse         | 12                       | 14,7       | 1                | 26150      | 26560        |
| Mévouillon              | 239                      | 29,1       | 8                | 26181      | 26560        |
| Montauban-sur-l’Ouvèze  | 117                      | 32,3       | 4                | 26189      | 26170        |
| Montbrun-les-Bains      | 444                      | 33,3       | 13               | 26193      | 26570        |
| Reilhanette             | 120                      | 14,8       | 8                | 26263      | 26570        |
| Séderon                 | 236                      | 20,3       | 12               | 26340      | 26560        |
| Vers-sur-Méouge         | 40                       | 13,8       | 3                | 26372      | 26560        |
| Villefranche-le-Château | 18                       | 7,4        | 2                | 26375      | 26560        |